# Olympische Sommerspiele 2020/Teilnehmer (Malta)
| Gelbes Symbol für Goldmedaillen mit stilisierten Olympischen Ringen | Graues Symbol für Silbermedaillen mit stilisierten Olympischen Ringen | Braundes Symbol für Bronzemedaillen mit stilisierten Olympischen Ringen |
| ------------------------------------------------------------------- | --------------------------------------------------------------------- | ----------------------------------------------------------------------- |
| —                                                                   | —                                                                     | —                                                                       |

Malta nahm an den Olympischen Spielen 2020 in Tokio mit sechs Sportlern in fünf Sportarten teil. Es war die insgesamt 17. Teilnahme an Olympischen Sommerspielen.

## Teilnehmer nach Sportarten

### Badminton
| Athleten      | Wettbewerb | Gruppenphase | Gruppenphase     | Gruppenphase | Gruppenphase | Achtelfinale  | Achtelfinale  | Viertelfinale | Viertelfinale | Halbfinale    | Halbfinale    | Finale        | Finale        | Rang |
| Athleten      | Wettbewerb | Gegner       | Ergebnis         | Punkte       | Rang         | Gegner        | Ergebnis      | Gegner        | Ergebnis      | Gegner        | Ergebnis      | Gegner        | Ergebnis      | Rang |
| ------------- | ---------- | ------------ | ---------------- | ------------ | ------------ | ------------- | ------------- | ------------- | ------------- | ------------- | ------------- | ------------- | ------------- | ---- |
| Männer        |            |              |                  |              |              |               |               |               |               |               |               |               |               |      |
| Matthew Abela | Einzel     | Shi Y.       | 0:2 (9:21, 8:21) | 17:42        | 2            | ausgeschieden | ausgeschieden | ausgeschieden | ausgeschieden | ausgeschieden | ausgeschieden | ausgeschieden | ausgeschieden | 15   |
| Matthew Abela | Einzel     | S. Opti      | DNS              | 17:42        | 2            | ausgeschieden | ausgeschieden | ausgeschieden | ausgeschieden | ausgeschieden | ausgeschieden | ausgeschieden | ausgeschieden | 15   |

### Gewichtheben
| Athleten              | Wettbewerb              | Reißen  | Reißen | Stoßen  | Stoßen | Zweikampf | Zweikampf | Rang |
| Athleten              | Wettbewerb              | Gewicht | Rang   | Gewicht | Rang   | Gewicht   | Rang      | Rang |
| --------------------- | ----------------------- | ------- | ------ | ------- | ------ | --------- | --------- | ---- |
| Frauen                |                         |         |        |         |        |           |           |      |
| Yasmin Zammit Stevens | Mittelgewicht bis 64 kg | 84 kg   | 14     | 105 kg  | 13     | 189 kg    | 13        | 13   |

### Leichtathletik
Laufen und Gehen 
| Athleten       | Wettbewerb | Vorlauf | Vorlauf | Runde 1 | Runde 1 | Halbfinale    | Halbfinale    | Finale        | Finale        | Rang          |
| Athleten       | Wettbewerb | Zeit    | Rang    | Zeit    | Rang    | Zeit          | Rang          | Zeit          | Rang          | Rang          |
| -------------- | ---------- | ------- | ------- | ------- | ------- | ------------- | ------------- | ------------- | ------------- | ------------- |
| Frauen         |            |         |         |         |         |               |               |               |               |               |
| Carla Scicluna | 100 m      | 12,11 s | 4       | 12,16 s | 8       | ausgeschieden | ausgeschieden | ausgeschieden | ausgeschieden | ausgeschieden |

### Schießen
| Athleten        | Wettbewerb            | Qualifikation   | Qualifikation | Finale          | Finale        | Ringe/ Scheiben | Rang |
| Athleten        | Wettbewerb            | Ringe/ Scheiben | Rang          | Ringe/ Scheiben | Rang          | Ringe/ Scheiben | Rang |
| --------------- | --------------------- | --------------- | ------------- | --------------- | ------------- | --------------- | ---- |
| Frauen          |                       |                 |               |                 |               |                 |      |
| Eleanor Bezzina | Luftpistole 10 Meter  | 570             | 26            | ausgeschieden   | ausgeschieden | ausgeschieden   | 26   |
| Eleanor Bezzina | Sportpistole 25 Meter | 565             | 41            | ausgeschieden   | ausgeschieden | ausgeschieden   | 41   |

### Schwimmen
| Athleten        | Wettbewerb      | Vorlauf      | Vorlauf | Halbfinale    | Halbfinale    | Finale        | Finale        | Rang |
| Athleten        | Wettbewerb      | Zeit         | Rang    | Zeit          | Rang          | Zeit          | Rang          | Rang |
| --------------- | --------------- | ------------ | ------- | ------------- | ------------- | ------------- | ------------- | ---- |
| Frauen          |                 |              |         |               |               |               |               |      |
| Sasha Gatt      | 400 m Freistil  | 4:19,75 min  | 22      | —             | —             | ausgeschieden | ausgeschieden | 22   |
| Sasha Gatt      | 1500 m Freistil | 16:57,47 min | 33      | —             | —             | ausgeschieden | ausgeschieden | 33   |
| Männer          |                 |              |         |               |               |               |               |      |
| Andrew Chetcuti | 100 m Freistil  | 51,47 s      | 49      | ausgeschieden | ausgeschieden | ausgeschieden | ausgeschieden | 49   |